# U-185
 U-185  — немецкая подводная лодка типа IXC/40, времён Второй мировой войны.
Заказ на постройку субмарины был отдан 15 августа 1940 года. Лодка была заложена на верфи судостроительной компании «АГ Везер» в Бремене 1 июля 1941 года под строительным номером 1025, спущена на воду 2 марта 1942 года, 13 июня 1942 года под командованием капитан-лейтенанта Августа Мауса вошла в состав учебной 4-й флотилии. 1 ноября 1942 года вошла в состав 10-й флотилии.
Лодка совершила 3 боевых похода, в которых потопила 9 судов (62 761 брт) и повредила одно судно (6 840 брт). Также расчётом зенитного орудия были сбиты 2 самолёта. 24 августа 1943 года лодка была потоплена в центральной Атлантике в районе с координатами 27°00′ с. ш. 37°06′ з. д. глубинными бомбами с трёх самолётов «Уайлдкэт» и «Эвенджер» из авиагруппы эскортного авианосца USS Core. 29 человек погибли, 22 были спасены.

## Потопленные суда
| Имя                    | Тип                          | Принадлежность | Дата           | Тоннаж (БРТ) | Груз                                                                                           | Судьба    | Место                     |
| Peter Mærsk            | грузовое судно               | Великобритания | 7 декабря 1942 | 5 476        | 5244 тонны правительственного и генерального груза                                             | потоплен  | 39°47′ с. ш. 41°00′ з. д. |
| James Sprunt           | грузовое судно (тип Liberty) | США            | 10 марта 1943  | 7 177        | 4000 тонн взрывчатых веществ                                                                   | потоплен  | 19°49′ с. ш. 74°38′ з. д. |
| Virginia Sinclair      | танкер                       | США            | 10 марта 1943  | 6 151        | 66211 баррелей авиационного бензина                                                            | потоплен  | 20°11′ с. ш. 74°04′ з. д. |
| John Sevier            | грузовое судно (тип Liberty) | США            | 6 апреля 1943  | 7 176        | 9060 тонн руды бокситов                                                                        | потоплен  | 20°49′ с. ш. 74°00′ з. д. |
| James Robertson        | грузовое судно (тип Liberty) | США            | 7 июля 1943    | 7 176        | в балласте, за исключением 1,5 тонн радиокабелей                                               | потоплен  | 4°05′ ю. ш. 35°58′ з. д.  |
| S.B. Hunt              | танкер                       | США            | 7 июля 1943    | 6 840        | в балласте                                                                                     | повреждён | 3°51′ ю. ш. 36°22′ з. д.  |
| Thomas Sinnickson      | грузовое судно (тип Liberty) | США            | 7 июля 1943    | 7 176        | 700 тонн марганцевой руды в качестве балласта                                                  | потоплен  | 3°51′ ю. ш. 36°22′ з. д.  |
| William Boyce Thompson | танкер                       | США            | 7 июля 1943    | 7 061        | в балласте                                                                                     | потоплен  | 4°05′ ю. ш. 35°58′ з. д.  |
| Bagé                   | грузовое судно               | Бразилия       | 1 августа 1943 | 8 235        | 4775 тонн генерального груза, включающего каучук, древесное волокно, орехи кешью, кожи, хлопок | потоплен  | 11°29′ ю. ш. 36°58′ з. д. |
| Fort Halkett           | грузовое судно               | Великобритания | 6 августа 1943 | 7 133        | в балласте                                                                                     | потоплен  | 9°30′ ю. ш. 26°50′ з. д.  |

## Сбитые самолёты
| Тип                         | Принадлежность | Авиационная часть | Дата            |
| Armstrong Whitworth Whitley | Великобритания | 10 OTU RAF/G      | 14 июня 1943    |
| B-24 Либерейтор             | США            | Sqdn VB-107       | 11 августа 1943 |